# Anthessius groenlandicus
Anthessius groenlandicus är en kräftdjursart som först beskrevs av Hansen 1923.  Anthessius groenlandicus ingår i släktet Anthessius och familjen Anthessiidae. Inga underarter finns listade i Catalogue of Life.